# Margajaya (Sukadana)
Margajaya is een bestuurslaag in het regentschap Ciamis van de provincie West-Java, Indonesië. Margajaya telt 4521 inwoners (volkstelling 2010).